# Управление рисками
Управление рисками — процесс принятия и выполнения управленческих решений, направленных на снижение вероятности возникновения неблагоприятного результата и минимизацию возможных потерь проекта, вызванных его реализацией.
В современной экономической науке нет одного устоявшегося определения категории риск, а существует несколько традиций определения, опирающихся на разные родовые категории определения, поэтому под риском могут понимать:
- вероятность неполучения желаемого результата или
- факт вероятного события, в результате наступления которого могут произойти только нейтральные или отрицательные последствия или же
- ожидаемую величину ущерба, объект возможной потери, деятельность наудачу, оценки уверенности прогноза и т. п.

Цель управления рисками в сфере экономики — повышение конкурентоспособности хозяйствующих субъектов с помощью защиты от реализации чистых рисков.

## История теории управления рисками
Теория управления рисками основывается на трёх базовых понятиях: полезности, регрессии и диверсификации.
В 1738 году швейцарский математик Даниил Бернулли дополнил теорию вероятностей методом полезности или привлекательности того или иного исхода событий. Идея Бернулли состояла в том, что в процессе принятия решения люди уделяют больше внимания размеру последствий разных исходов, нежели их вероятности.
В конце XIX века английский исследователь Ф. Гальтон предложил считать регрессию или возврат к среднему значению универсальной статистической закономерностью. Суть регрессии трактовалась им как возврат явлений к норме с течением времени. Впоследствии было доказано, что правило регрессии действует в самых разнообразных ситуациях, начиная с азартных игр и расчёта вероятности возникновения несчастных случаев, и заканчивая прогнозированием колебаний экономических циклов.
В 1952 году аспирант Чикагского университета Гарри Марковиц в статье «Диверсификация вложений» («Portfolio Selection») математически обосновал стратегию диверсификации инвестиционного портфеля, в частности, он показал, как путём продуманного распределения вложений минимизировать отклонения доходности от ожидаемого показателя. В 1990 году Г. Марковицу присуждена Нобелевская премия за разработку теории и практики оптимизации портфеля фондовых активов.
Согласно альтернативным взглядам на историю возникновения и развития управления рисками, сам термин впервые появился около 50 лет назад для описания эффективности приобретения страхователями страховой защиты.

## Этапы управления рисками
В управлении рисками принято выделять несколько ключевых этапов:
1. выявление риска и оценка вероятности его реализации и масштаба последствий, определение максимально возможного убытка;
2. выбор методов и инструментов управления выявленным риском;
3. разработка риск-стратегии с целью снижения вероятности реализации риска и минимизации возможных негативных последствий;
4. реализация риск-стратегии;
5. оценка достигнутых результатов и корректировка риск-стратегии.

Ключевым этапом управления рисками считается этап выбора методов и инструментов управления риском.

## «Черные лебеди»
Отдельные виды рисков несут т. н. «черные лебеди» — маловероятные события с тяжелыми последствиями. Существует мнение, что можно управлять такими рисками, предсказывая чрезвычайные события. По мнению американского экономиста Нассима Талеба, такой подход ошибочен по двум причинам. Во-первых, предсказать появление «черных лебедей» удается лишь в редчайших случаях. Во-вторых, сосредотачиваясь на нескольких чрезвычайных сценариях, руководители компаний пренебрегают другими возможностями, и в результате становятся более уязвимыми. Талеб рекомендует сосредоточиться на последствиях — то есть оценить возможное влияние чрезвычайных событий и подготовиться к нему.

## Методы и инструментарий управления рисками
Базовыми методами управления рисками являются отказ от риска, снижение, передача и принятие.
Риск-инструментарий значительно шире. Он включает политические, организационные, правовые, экономические, социальные инструменты, причём управления рисками как система допускает возможность одновременного применения нескольких методов и инструментов риск-управления.
Наиболее часто применяемым инструментом управления рисками является страхование. Страхование предполагает передачу ответственности за возмещение предполагаемого ущерба сторонней организации (страховой компании).
Примерами других инструментов могут быть:
- отказ от чрезмерно рисковой деятельности (метод отказа),
- профилактика или диверсификация (метод снижения),
- аутсорсинг или страхование затратных рисковых функций (метод передачи),
- формирование резервов или запасов (метод принятия).

Наиболее распространённые инструменты и методики (техники) оценки риска (не управления риска!) приводятся в международном стандарте ISO/IEC 31010:2009. В стандарте кратко описывается 31 метод оценки риска: мозговой штурм, анализ «Что если…», FMEA, HAZOP, HACCP, диаграмма «галстук-бабочка», анализ дерева отказов, Байесовы сети, FN-кривые и др.